# هوش (ژورنال)
هوش (انگلیسی: Intelligence) یک مجله علمی روان‌شناسی با داوری همتا است که تحقیقات در زمینه هوش و روان‌سنجی را پوشش می‌دهد.